# (7478) Hasse
(7478) Hasse ist ein Asteroid des äußeren Hauptgürtels, der am 20. Juli 1993 vom belgischen Astronomen Eric Walter Elst am La-Silla-Observatoriums (IAU-Code 809) der Europäischen Südsternwarte in Chile entdeckt wurde.
Der Asteroid wurde nach dem deutschen Organisten und Komponisten der norddeutschen Orgelschule Peter Hasse der Ältere (um 1575–1640) benannt, der mit dafür verantwortlich war, dass Lübeck zu einem der musikalischen Zentren Norddeutschlands wurde.
Der Himmelskörper ist Mitglied der Koronis-Familie, einer Gruppe von Asteroiden, die nach (158) Koronis benannt ist.